# Vrtlar
Vrtlar je osoba koja se bavi vrtlarstvom.
Vrtlar koristi razne alate za rad kao što su: motika, grablje, pijuk, vinogradarske škare, škare za podrezivanje grmlja, sjekira, prskalice i drugo. U novije vrijeme se koriste i suvremeni strojevi kao što su: sijačica, moto-kultivator, kosačica i drugo.
Ranije je to bilo zanimanje osobe, koja kod vlasnika uređuje i održava vrt velike površine s mnogo drveća, ukrasnog grmlja, cvijeća i drugih ukrasnih biljaka. Postojali su i vrtlari, koji su uređivali nekoliko manjih vrtova (parkova) ali na više različitih mjesta. Od tog zanimanja vrtlar je živio i izdržavao svoju obitelj.
Danas vrtlari uređuju mahom javne površine: parkove, travnjake, lijehe s cvijećem ili površine nekih većih institucija (tvornice, škole, fakulteti, muzeji, kulturno povijesni spomenici i dr).
Za vrtlare se danas kaže, da se bave hortikulturom.